# Factor lambda (AFR)
El factor lambda comunament designat amb la lletra grega "λ" designa la proporció aire/combustible (en pes) en forma de barreja que entra al cilindre d'un motor de cicle Otto, comparada amb la proporció estequiomètrica de la barreja ideal, de 14,7 parts d'aire en pes per 1 part de combustible en pes (normalment benzina).

Variació de la potència (blau) i el consum específic de combustible (verd) amb el factor de mescla

## Exemple
Si en un cas donat la barreja és tal que la proporció és de 15,5: 1, obtenim un factor lambda de 15,5/14,7 = 1,05 en aquest cas es denomina barreja pobre. Aquesta situació és l'adequada per aconseguir consums mínims, i emissions mínimes de contaminants, principalment hidrocarburs i monòxid de carboni (HC i CO) però no parell motor màxim.
Si en un altre cas tenim 13,5: 1, obtindríem 13,5/14,7 = 0,92 en aquest cas es diu barreja rica, s'obté parell màxim, per tant potència màxima però el consum i les emissions de contaminants són més grans.

## Requeriments segons condicions
Quan s'arrenca el motor en fred, i quan es desitja una acceleració franca, s'ajusta barreja rica.
Quan es desitja mínim consum, amb el motor ja calent, s'ajusta barreja pobre.
Al ralentí també és convenient una barreja una mica més rica per vèncer les resistències internes del motor.
En els motors alternatius de cicle Otto d'aviació, les grans variacions en la densitat de l'aire amb l'alçada requereixen un ajustament de barreja manual. Aquest es monitora amb la temperatura dels gasos d'escapament (EGT).

## Desenvolupament tecnològic
En l'època del carburador, en l'automòbil i la motocicleta, aquests ajustos de aconseguien mitjançant la trapa d'arrencada en fred i la bomba d'acceleració per obtenir mescla rica. La barreja pobra s'aconseguia mitjançant el econostato, un tub amb orificis calibrats consecutiu a l'assortidor o calibre d'alta.
Des que existeix la injecció, els ajustaments s'aconsegueixen augmentant o disminuint el temps d'injecció bàsic dictat pel règim motor i el mesurador de cabal d'aire, basant-se en les informacions addicionals de la sonda de temperatura refrigerant, i el sensor de posició de papallona.
Amb la introducció del catalitzador, el factor lambda es manté en valors molt propers a 1 per tal d'obtenir el màxim rendiment d'aquest, gràcies a la utilització de la sonda lambda, la qual està detectant permanentment el valor de l'oxigen residual, enviant el senyal corresponent a la unitat de control per ajustar el temps d'injecció bàsic de manera permanent.